# 休倫河

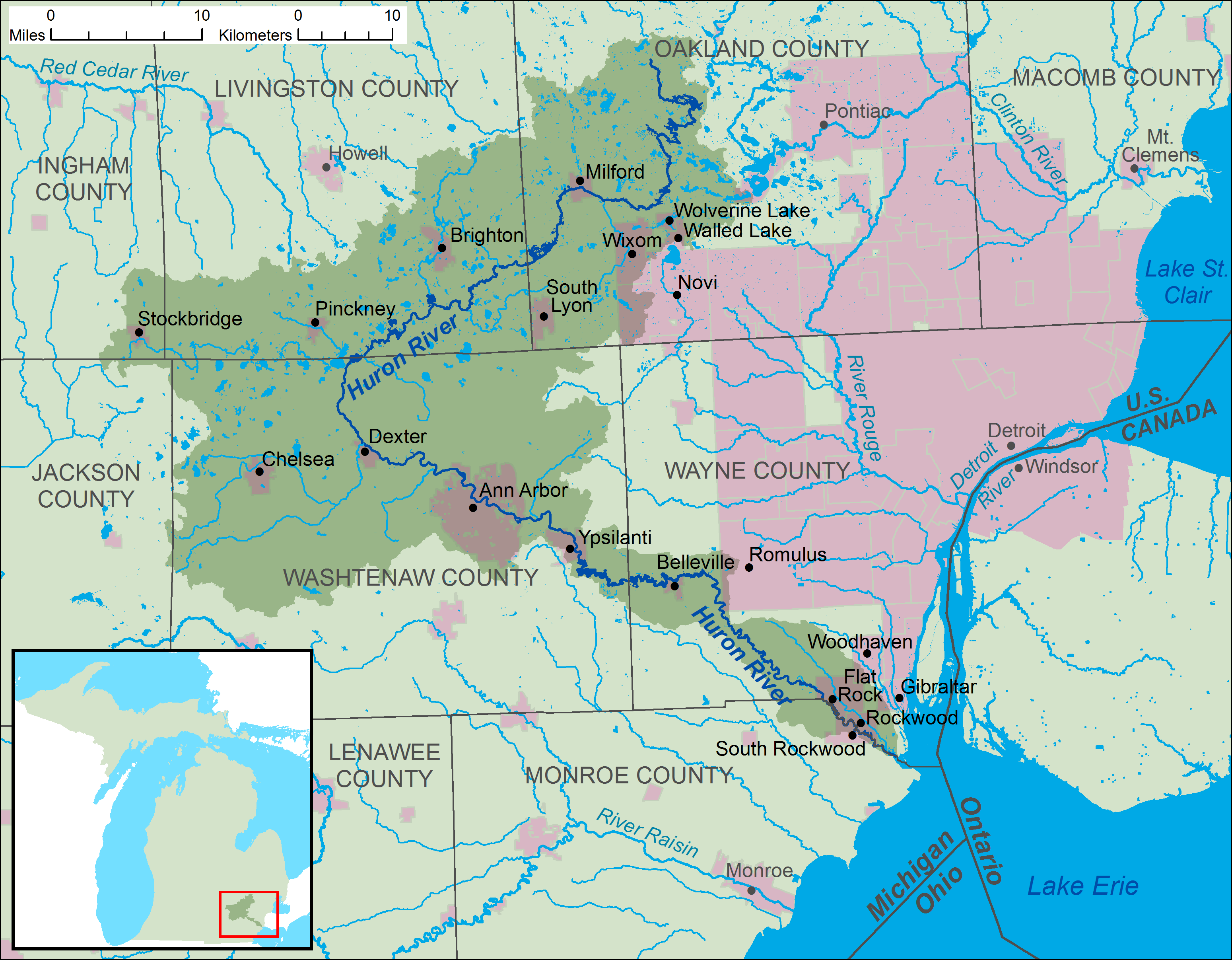
休倫河流域圖

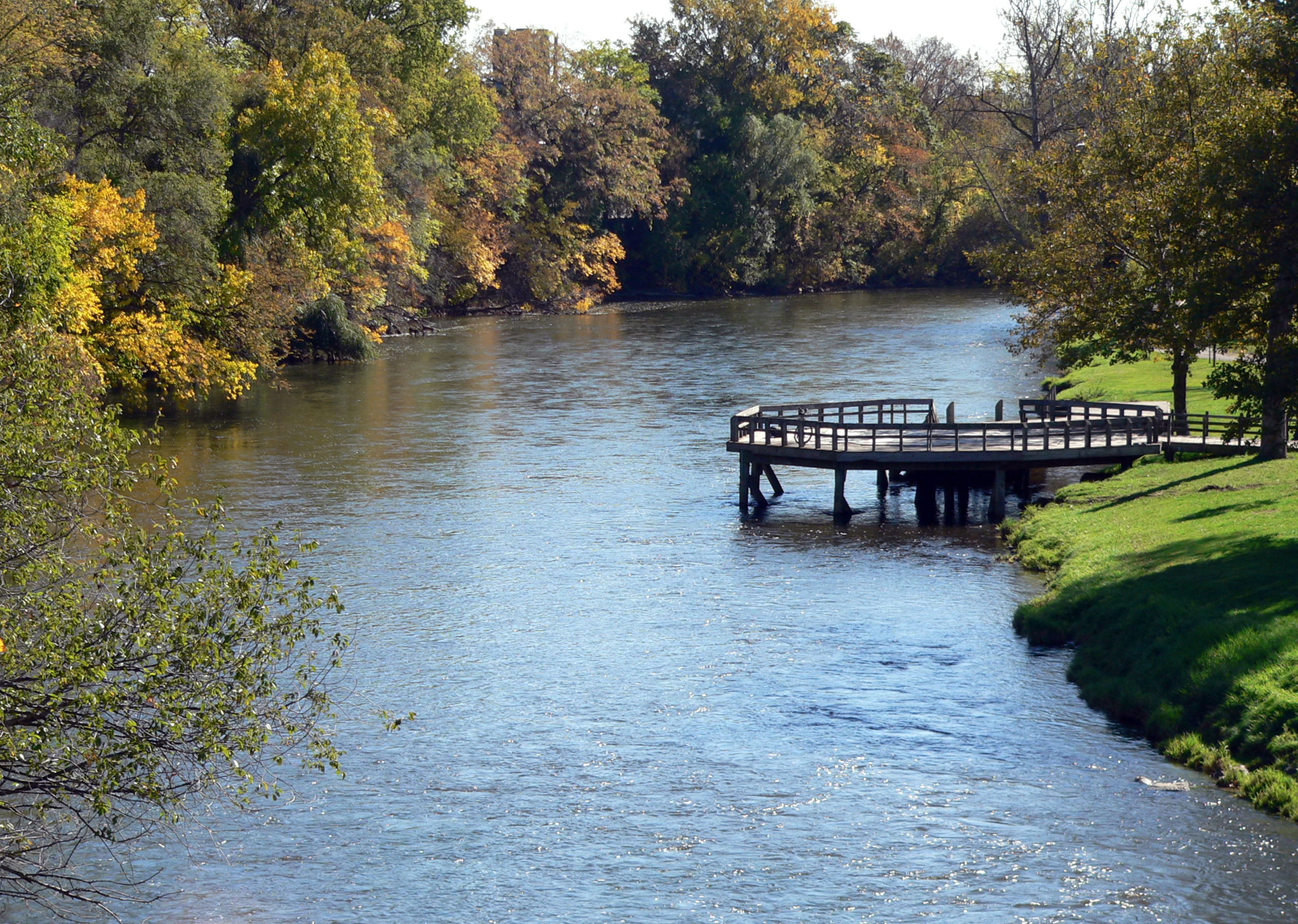
休倫河自北向南流經伊普西蘭蒂

休倫河（英語：Huron River）是密歇根州東南部的一條130英里（210公里）長的河流，從奧克蘭縣北部斯普林菲爾德鎮的休倫沼澤發源，流入伊利湖，它的河道今天韋恩縣和門羅縣的邊界。十三個公園、遊戲區和休閒區建在這條河邊，這條河穿過沿河開發的德克斯特、安娜堡、伊普西蘭蒂、貝爾維爾、平岩和羅克伍德等城市。
休倫河是典型的密歇根東南部河流，它的特別點是遍佈的泥灘、緩慢的溪流以及低坡度。它從源頭到入口依次流經以下縣：奧克蘭、利文斯通、沃什特瑙、韋恩和門羅。除主流外，還有24條主要支流，總長約370英里（600公里）。休倫河流域的排水面積為908平方英里（2,350平方公里）。它是密歇根州東南部唯一一條國家指定的國家級風景名勝天然河流。這包括27.5英里（44.3公里）的主流，以及另外10.5英里（16.9公里）的三個支流。

## 外部連結
- Huron River Watershed Council （页面存档备份，存于）
- History of Peninsular Dam （页面存档备份，存于）
- 美國地質調查局地名資訊系統：Huron River
- USGS river level data, at Ann Arbor

42°1′47″N 83°11′15″W / 42.02972°N 83.18750°W